# ユーワフォルテ
ユーワフォルテ（欧字名:Yuwa Forte、1985年5月9日 - 1997年11月13日）は、日本の競走馬、種牡馬。主な勝ち鞍に1990年の新潟大賞典。

## 経歴

### 競走馬時代
脚部不安を抱えていたことから4歳秋と遅いデビューになったが、初戦の2着を経て2戦目に初勝利を挙げた。その後は4か月の休養後に2勝目、1年の休養後に3勝目と、順調に出走できないものの連勝を続け、6歳となった1990年5月に新潟大賞典で重賞に初出走。当日3番人気の支持を受けると、中団前方から最後の直線で抜け出し、モガミチャンピオンに1馬身4分の3差を付けて勝利を挙げた。初出走から3年間で6戦5勝・2着1回という成績で、騎乗した徳吉一己は「このあと無事に成長してくれれば、それこそどこまで伸びるか。本当に楽しみですよ」、管理調教師の保田隆芳は「もし順調にいけば先々はGIでも通用する馬なんですけどね」と期待を口にした。だが、以後ふたたび出走することはできず引退となった。結果として、6戦連対率100パーセントという成績を残しての引退であった。

### 引退後
引退後は種牡馬となった。85頭が血統登録され、その中から金沢競馬の重賞を2勝したカゼノヒリュウが出た。
1997年11月13日に死亡。12歳没。

#### 主な産駒
- カゼノヒリュウ（1998年いぬ鷲賞、1999年ほくてつニューイヤーカップ）

## 競走成績
以下の内容は、netkeiba.comおよびJBISサーチに基づく。
| 年月日 | 年月日 | 年月日 |      | レース名     | 格   | 頭数 | 枠番 | 馬番 | 人気 | 着順 | 距離（状態）  | タイム | 着差   | 騎手     | 斤量 | 馬体重 | 勝ち馬/（2着馬）       |
| 1988   | 10.    | 1      | 福島 | 4歳未勝利    |      | 12   | 6    | 7    | 4    | 2着  | ダ1000m（稍） | 1:00.0 | 0.6秒  | 徳吉一己 | 55   | 494    | トシサンシー           |
|        | 10.    | 15     | 福島 | 4歳未勝利    |      | 12   | 7    | 10   | 1    | 1着  | ダ1000m（良） | 1:01.7 | -0.4秒 | 徳吉一己 | 55   | 494    | （ジョイスポート）     |
| 1989   | 2.     | 19     | 東京 | 4歳上400万下 |      | 13   | 5    | 7    | 3    | 1着  | ダ1400m（重） | 1:25.6 | -0.1秒 | 的場均   | 56   | 506    | （デトネーション）     |
| 1990   | 2.     | 15     | 中山 | 4歳上500万下 |      | 16   | 4    | 7    | 3    | 1着  | ダ1800m（重） | 1:52.9 | -0.6秒 | 徳吉一己 | 57   | 504    | （セノエスター）       |
|        | 3.     | 17     | 中山 | 総武特別     | 900  | 11   | 7    | 9    | 1    | 1着  | 芝1800m（良） | 1:49.3 | -0.0秒 | 徳吉一己 | 57   | 496    | （ラブリーストーム）   |
|        | 5.     | 13     | 新潟 | 新潟大賞典   | GIII | 14   | 8    | 13   | 3    | 1着  | 芝2000m（良） | 2:02.1 | -0.3秒 | 徳吉一己 | 53   | 484    | （モガミチャンピオン） |

## 血統

### 血統表
| ユーワフォルテの血統（ミルリーフ系 / ）         | ユーワフォルテの血統（ミルリーフ系 / ）               | ユーワフォルテの血統（ミルリーフ系 / ）     | （血統表の出典）                            | （血統表の出典） |
| 父系                                            | ミルリーフ系                                          | ミルリーフ系                                | ミルリーフ系                                | [ § 2 ]          |
| 父 *ミルジョージ Mill George 1975 鹿毛 アメリカ | 父の父Mill Reef 1968 鹿毛 アメリカ                    | Never Bend                                  | Nasrullah                                   | Nasrullah        |
| 父 *ミルジョージ Mill George 1975 鹿毛 アメリカ | 父の父Mill Reef 1968 鹿毛 アメリカ                    | Never Bend                                  | Lalun                                       |                  |
| 父 *ミルジョージ Mill George 1975 鹿毛 アメリカ | 父の父Mill Reef 1968 鹿毛 アメリカ                    | Milan Mill                                  | Princequillo                                | Princequillo     |
| 父 *ミルジョージ Mill George 1975 鹿毛 アメリカ | 父の父Mill Reef 1968 鹿毛 アメリカ                    | Milan Mill                                  | Virginia Water                              |                  |
| 父 *ミルジョージ Mill George 1975 鹿毛 アメリカ | 父の母Miss Charisma 1967 鹿毛 アメリカ                | Ragusa                                      | Ribot                                       | Ribot            |
| 父 *ミルジョージ Mill George 1975 鹿毛 アメリカ | 父の母Miss Charisma 1967 鹿毛 アメリカ                | Ragusa                                      | Fantan                                      |                  |
| 父 *ミルジョージ Mill George 1975 鹿毛 アメリカ | 父の母Miss Charisma 1967 鹿毛 アメリカ                | *マタティナ Matatina                        | Grey Sovereign                              | Grey Sovereign   |
| 父 *ミルジョージ Mill George 1975 鹿毛 アメリカ | 父の母Miss Charisma 1967 鹿毛 アメリカ                | *マタティナ Matatina                        | Zanzara                                     |                  |
| 母 サシマサンダー 1978 栗毛 日本                | 母の父*ネヴァービート Never Beat 1959 栃栗毛 イギリス | Never Say Die                               | Nasrullah                                   | Nasrullah        |
| 母 サシマサンダー 1978 栗毛 日本                | 母の父*ネヴァービート Never Beat 1959 栃栗毛 イギリス | Never Say Die                               | Singing Grass                               |                  |
| 母 サシマサンダー 1978 栗毛 日本                | 母の父*ネヴァービート Never Beat 1959 栃栗毛 イギリス | Bride Elect                                 | Big Game                                    | Big Game         |
| 母 サシマサンダー 1978 栗毛 日本                | 母の父*ネヴァービート Never Beat 1959 栃栗毛 イギリス | Bride Elect                                 | Netherton Maid                              |                  |
| 母 サシマサンダー 1978 栗毛 日本                | 母の母*シァラ Shiara 1970 鹿毛 イギリス               | Shantung                                    | Sicambre                                    | Sicambre         |
| 母 サシマサンダー 1978 栗毛 日本                | 母の母*シァラ Shiara 1970 鹿毛 イギリス               | Shantung                                    | Barley Corn                                 |                  |
| 母 サシマサンダー 1978 栗毛 日本                | 母の母*シァラ Shiara 1970 鹿毛 イギリス               | Tarara                                      | Tamerlane                                   | Tamerlane        |
| 母 サシマサンダー 1978 栗毛 日本                | 母の母*シァラ Shiara 1970 鹿毛 イギリス               | Tarara                                      | Fairbourne F-No.4-i                         |                  |
| 母系(F-No.)                                     | シアラ系(FN:4-i)                                      | シアラ系(FN:4-i)                            | シアラ系(FN:4-i)                            | [ § 3 ]          |
| 5代内の近親交配                                 | Nasrullah 4×5×4=15.63%、Nearco 5×5×5=9.38％           | Nasrullah 4×5×4=15.63%、Nearco 5×5×5=9.38％ | Nasrullah 4×5×4=15.63%、Nearco 5×5×5=9.38％ | [ § 4 ]          |
| 出典                                            | 1. 2. 3. 4.                                           | 1. 2. 3. 4.                                 | 1. 2. 3. 4.                                 | 1. 2. 3. 4.      |

### 母・サシマサンダー
母サシマサンダーは屠殺寸前で本馬の生産者である福田清に救われたエピソードを持つ。サシマサンダーは未熟馬であったうえ発育も著しく悪かったため競馬に使えず、繁殖牝馬としても失格と見なされて一時は廃用と決まった。屠殺場行きの馬運車に乗せられたが、途中、家畜商が休憩のため知り合いだった福田の牧場に立ち寄る。そこでサシマサンダーの血統を聞かされた福田は、ブルードメアサイアー（母の父）としても良績を挙げていた名種牡馬ネヴァービートの子と知って牧場に引き取ることにし、サシマサンダーは屠殺を免れた。ユーワフォルテが新潟大賞典を制し、福田から「とんだ掘り出し物」「牧場の宝」と賞賛されたが、翌年に死亡。フォルテの全妹であるユーワジョイナーが繁殖牝馬としてブリーダーズゴールドカップ、オグリキャップ記念と交流重賞を2勝したアルアランのほか、北海道2歳優駿勝ち馬メトロノースの母マンハッタン、ケイアイチョウサン・オジュウチョウサン兄弟の母シャドウシルエットを出した。